# Bellamya (mollusque)
Cet article concerne un genre de gastéropodes. Pour le super-tanker, voir Bellamya.
Genre
Bellamya est un genre de mollusques gastéropodes possédant des branchies et un opercule, vivant en eau douce, de la famille des Viviparidae.
Bellamya est le genre type de la sous-famille des Bellamyinae.

## Distribution
La répartition géographique de Bellamya comprend l'Afrique et l'Asie.

## Espèces
Les espèces du genre Bellamya sont :
- Bellamya alberti (Cox, 1926) †
- Bellamya beijiangensis Yü & Zhang, 1982 †
- Bellamya campaniformis Bickel, 1976 †
- Bellamya capillata (Frauenfeld, 1865)[3].
- Bellamya celsispiralis Gurung, Takayasu & Matsuoka, 1997 †
- Bellamya constricta (Martens, 1889)[3]
- Bellamya contracta (Haas, 1934)[3]
- Bellamya crassispiralis Annandale, 1921[4]
- Bellamya crawshayi (Smith, 1893)[3]
- Bellamya dagangensis Youluo, 1978 †
- Bellamya dissimilis (Mueller, 1774)[5]
- Bellamya ecclesi (Crowley & Pain, 1964)[3]
- Bellamya heudei guangdungensis (Kobelt, 1906)[6]
- Bellamya hilmandensis (Kobelt, 1909)
- Bellamya jeffreysi (Frauenfeld, 1865)[3]
- Bellamya jiangyouensis Yü, 1974 †
- Bellamya kowiayiensis (Brazier, 1886)
- Bellamya kweilinensis (Hsü, 1935) †
- Bellamya leopoldvillensis (Putzeys, 1898)[3]
- Bellamya liberiana (Schepman, 1888)[3]
- Bellamya micron Annandale, 1921[7]
- Bellamya monardi (Haas, 1934)[3]
- Bellamya mweruensis (Smith, 1893)[3]
- Bellamya orlovi (Lindholm, 1932) †
- Bellamya pagodiformis (Smith, 1893)[3]
- Bellamya phthinotropis (Martens, 1892)[3]
- Bellamya retusa (Meek & Hayden, 1856) †
- Bellamya robertsoni (Frauenfeld, 1865)[3]
- Bellamya rubicunda (Martens, 1879)[3]
- Bellamya suzukii Matsuoka, 1985 †
- Bellamya tenuisculpta (von Martens, 1874) †
- Bellamya trochlearis (Martens, 1892)[3]
- Bellamya unicolor (Olivier, 1804) - Bellamya duponti De Rochebrune, 1882, est l'espèce-type et probablement synonyme de Bellamya unicolor[3]

### Synonymes
- Bellamya bengalensis (Lamarck, 1822)[3] : synonyme de Filopaludina bengalensis (Lamarck, 1822)
- Bellamya chinensis (Reeve 1863) : synonyme de Cipangopaludina chinensis (Gray, 1834) - Chinese mystery snail[8]
- Bellamya costulata (Martens, 1892)[3] : synonyme de Bellamya constricta (von Martens, 1889)
- Bellamya crassa (Benson, 1836)[9] : synonyme de Mekongia crassa (Benson, 1836)
- Bellamya jucunda (Smith, 1892)[3] : synonyme de Bellamya constricta (von Martens, 1889)
- Bellamya manhongensis Zhang, Liu & Wang, 1981 : synonyme de Sinotaia manhongensis (W.-Z. Zhang, Y.-F. Liu & Y.-X. Wang, 1981)